# 연방반독점원

연방반독점원 원기.

연방반독점원(러시아어: Федеральная антимонопольная служба; ФАС)은 러시아 연방의 연방단위 행정기관으로, 공정경쟁 관련 법률 집행을 담당한다. 현 원장은 이고르 아르테미예프다.  2004년 3월 9일 대통령령 제314호로 설치되었다.

## 같이 보기
- 연방거래위원회